# Padniewo
Padniewo – wieś w Polsce położona w województwie kujawsko-pomorskim, w powiecie mogileńskim, w gminie Mogilno.

## Podział administracyjny
| SIMC    | Nazwa  | Rodzaj    |
| ------- | ------ | --------- |
| 0091675 | Janowo | część wsi |

W latach 1975–1998 miejscowość administracyjnie należała do województwa bydgoskiego.

## Demografia
Według Narodowego Spisu Powszechnego (III 2011 r.) liczyła 308 mieszkańców. Jest osiemnastą co do wielkości miejscowością gminy Mogilno.

## Urodzeni
- Józef Owczarski (ur. 19 marca 1893 r. -  zm. wiosną 1940 w Katyniu) – podpułkownik piechoty Wojska Polskiego, ofiara zbrodni katyńskiej.